# Bakht Singh
Bakht Singh (* 6. Juni 1903 in Joiya, Punjab, Britisch-Indien; † 17. September 2000 in Hyderabad, Indien) war christlicher indischer Prediger und Evangelist.

## Lebenslauf
Bakht Singh wurde am 6. Juni 1903 in Joiya im Punjab (damals Britisch-Indien, später Pakistan) als zweites von neun Kindern eines reichen Bauunternehmers geboren. Er wurde als Sikh erzogen und verbrachte viel Zeit in den Sikh-Tempeln. Da damals die Kinderheirat üblich war, wurde er im Alter von 12 Jahren mit einem drei Jahre älteren Mädchen verheiratet. Obwohl er eine christliche Missionsschule besuchte, wollte er nichts vom christlichen Glauben wissen, ja er hasste die Christen, da das Christentum allgemein als Religion der verhassten britischen Kolonialmacht angesehen wurde. Dieser Hass auf die Briten verstärkte sich bei der gesamten Bevölkerung, als es am 13. April 1919 in Amritsar, der heiligen Stadt der Sikhs, zum Massaker von Amritsar kam. Bakht Singh brachte seinen Hass dadurch zum Ausdruck, dass er die ihm beim Abschluss einer Prüfung überreichte Bibel zerriss.
Um seinem Vater zu helfen, der inzwischen auch eine Baumwollspinnerei betrieb, begann er 1926 ein Maschinenbaustudium in London, an das er nach erfolgreichem Abschluss noch ein Studium der Landwirtschaftstechnik anschloss. In London passte er sich dem englischen Lebensstil an und rasierte schließlich sogar seinen Bart ab, womit er seine religiöse Tradition aufgab. Um zu beweisen, dass er kein engstirniger Inder war, besuchte er auf der Schiffsreise nach Kanada auch einen christlichen Gottesdienst. Von diesem Zeitpunkt an hatte er das Verlangen, mehr von Jesus Christus zu erfahren. Er begann in der Bibel zu lesen und gelangte zu der Überzeugung, dass er ein Sünder sei und dass Jesus Christus für seine Sünden gestorben sei. Im Februar 1932 ließ er sich taufen. Bald sah er sich von Gott berufen, ihm als Prediger und Evangelist in Indien zu dienen. Diesen Dienst begann er 1933 in Karachi unter den Straßenfegern, der niedrigsten Kaste. Seine Frau verließ ihn, als sie merkte, dass er seine Religion gewechselt hatte.
Als er im Juni 1937 in Martinpur evangelistische Versammlungen abhielt, kam es dort zu einer Erweckung. Bakht Singh, der bis dahin ein unbekannter Wanderprediger gewesen war, wurde durch dieses Ereignis unter den protestantischen Christen weithin bekannt. So bekam er die Gelegenheit, an verschiedenen Orten vor Tausenden von Menschen zu predigen. In Madras entstand nach seinen Predigten im Jahr 1938 eine Gebetsbewegung über die verschiedenen Denominationen hinweg. Als er 1940 wieder in Madras predigte, wurde er von den anderen christlichen Leitern als zu radikal empfunden, insbesondere da er ihren Lebenswandel kritisierte. Daraufhin wurde ihm nicht mehr erlaubt, in den Kirchen zu predigen. Dies wiederum entfremdete viele Kirchenmitglieder, die durch den Dienst von Bakht Singh gesegnet worden waren, von ihren Leitern. Viele Gläubige baten Bakht Singh, weiter seinen Dienst in Madras zu tun.
Trotz der zu erwartenden heftigen Opposition entschloss er sich, ein Werk außerhalb der etablierten Kirchen in Madras zu beginnen, mit dem Ziel, das Modell der Urgemeinde zu verwirklichen. Er mietete ab 12. Juli 1941 eine Versammlungsstätte, der er den Namen „Jehova-Shamma“ (dt. „Der Herr ist gegenwärtig“) gab. Hier begann er auch mit den jährlichen sogenannten „Holy Convocations“ (dt. „Heilige Versammlungen“), zu denen Christen aus verschiedenen Teilen Indiens zusammenkamen. Vielfach gründeten diese dann wieder neue Gemeinden in ihren Heimatorten.
Im Jahre 1950 gründete er für sich und seine Mitarbeiter den Stützpunkt „Elim“ in Hyderabad, der Hauptstadt des indischen Bundesstaates Andhra Pradesh. Im Jahr 1959 zogen sie dann von „Elim“ in ein anderes Haus, das sie „Hebron“ nannten. Im gleichen Jahr kauften sie das Haus „Jehova-Shamma“. Ab 1963 begann die Herausgabe des „Hebron Messenger“ (dt. Hebron-Bote) und von Bibelfernkursen.

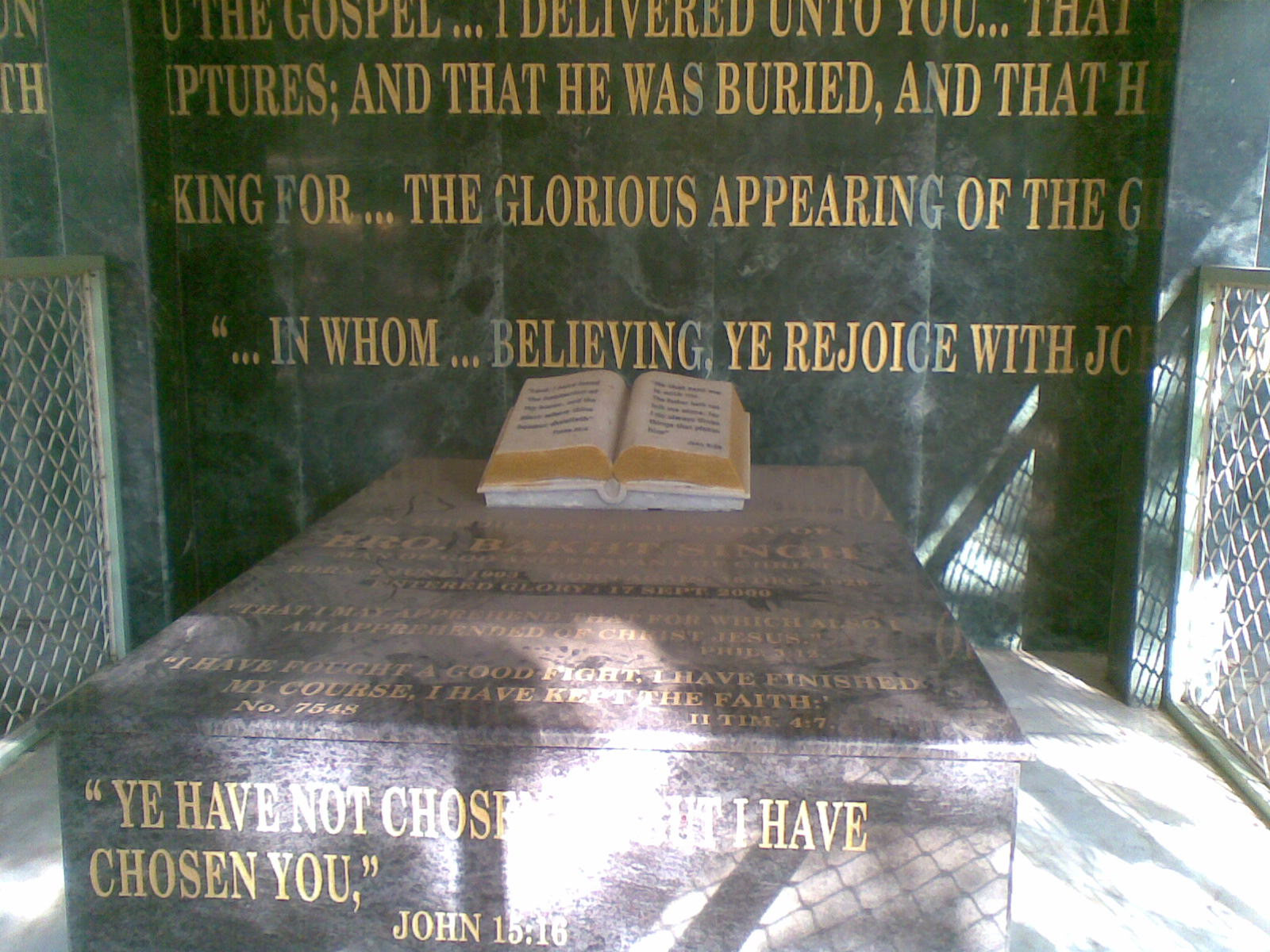
Bakht Singhs Grab

Während der ganzen Zeit führte er an verschiedenen Orten in Indien Evangelisationen durch, wodurch Hunderte neuer Gemeinden entstanden. Außerdem machte er Vortragsreisen durch Asien, Amerika und Europa. In Deutschland besuchte er u. a. die Bodelschwinghschen Anstalten, die Bibelschule Brake und das Theologische Seminar der Freien evangelischen Gemeinden in Ewersbach.
Im August 1986 begann bei ihm der körperliche Verfall, so dass er pflegebedürftig wurde. Bakht Singh starb am 17. September 2000 um 6 Uhr morgens in „Hebron“. Vom Tag seines Todes bis zum 22. September, dem Tag seiner Beerdigung, kamen über 600.000 Menschen nach „Hebron“, um ihm die letzte Ehre zu erweisen. Die Anzahl der Menschen, die zu seiner Beerdigung kamen, wird auf eine Viertelmillion geschätzt.

## Arbeitsweise
Seine Arbeitsweise wird u. a. durch folgende Punkte charakterisiert:
- Gebet: Er verbrachte oft Nächte oder sogar ganze Tage im Gebet, vor größeren Entscheidungen auch gemeinsam mit anderen Christen.[21]
- Bibel: Er betrachtete die Bibel als Wort Gottes. Er las die Bibel immer wieder und konnte sehr viele Bibelverse auswendig. Er erwartete von jedem Christen, dass er eine eigene Bibel besitzt.[22] Dies ging so weit, dass er sogar Analphabeten aufforderte, eine Bibel zu kaufen.[23]
- Anbetung: In den Gottesdiensten wurde der Anbetung Gottes viel Zeit eingeräumt. Da sich jeder daran beteiligen sollte, konnte diese Zeit auch mehrere Stunden dauern.[24]
- Unabhängigkeit: Er selbst handelte unabhängig von anderen Kirchen und Missionsgesellschaften. Insbesondere achtete er auf die finanzielle Unabhängigkeit vom Ausland. Wo diese Unabhängigkeit gewahrt blieb, arbeitete er aber auch mit ausländischen Missionaren zusammen.
- Gemeinschaft: Die Lehre von der Einheit aller Christen praktizierte er durch gemeinsame Liebesmahle. Dadurch wurden die Schranken zwischen Rassen und Kasten durchbrochen.[25] Dies war in den christlichen Kirchen Indiens nicht selbstverständlich.[26]
- Besitzlosigkeit: Während seines gesamten Dienstes hatte er keinen weiteren persönlichen Besitz als seine Kleidung, seine Bibel und ein Bett. Er besaß nicht einmal ein Bankkonto.[27]

## Werke (Auswahl)
Bakht Singh hat niemals ein Buch geschrieben. Bei den unter seinem Namen veröffentlichten Büchern handelt es sich im Mitschriften seiner Predigten, die für die Buchveröffentlichung überarbeitet wurden.
- Die Freude des Herrn. Verlag K. Frei, Winterthur 1964
- David Recoverd All (dt. David brachte alles wieder. Evang. Schriften-Verlag Schwengeler, Winterthur 1970)
- The Return of Gods Glory (dt. Das Geheimnis erlebter Erweckung. Schwengeler-Verlag, Berneck 1979, ISBN 3-85666-013-5.)